# Raticate
Raticate (japanski: ラッタ Ratta) jedan je od 1025 fiktivnih vrsta Pokémona iz medijske franšize Pokémon, skupa Pokémon videoigara, animiranih serija, manga stripova, knjiga, igraćih karata i drugih medija kojima je tvorac Satoshi Tajiri. Svrha je Raticatea u videoigrama, animiranoj seriji i manga stripovima, kao i svrha ostalih Pokémona, borba s divljim Pokémonima – neukroćenim stvorenjima koje igrači i likovi pronalaze dok kreću na razne avanture – i pripitomljenim Pokémonima drugih Pokémon trenera.

## Etimologijaimena
Ime Raticate kombinacija je engleskih riječi "rat" = štakor, i "eradicate" = iskorijeniti. 
Njegovo japansko ime, Ratta, očito se temelji isključivo na engleskoj riječi "rat".

## Pokédex podaci
- Pokémon Red i Blue: Koristi se brkovima pri održavanju ravnoteže. Značajno će biti usporen ako se brkovi odrežu.
- Pokémon Yellow: Njegova su stražnja stopala opremljena plivaćim kožicama. Koristi ih poput peraja, pa je sposoban plivati u rijekama u potrazi za plijenom.
- Pokémon Gold: Gloda sve što stigne svojim postojanim sjekutićima. Sposoban je srušiti betonske zidove glodajući ih.
- Pokémon Silver: Njegovi mu brkovi pomažu održati ravnotežu. Sjekutići mu neprestano rastu, pa ih neprekidno troši glodanjem.
- Pokémon Crystal: Plivaće kožice na stražnjim stopalima pomažu mu u plivanju. Pretražuje velika područja za hranom.
- Pokémon Ruby/Sapphire: Raticateovi postojani sjekutići postepeno rastu. Kako bi ih održavao, gloda kamenje i drvene materijale. U tim slučajevima neće prezati ni od betonskih zidova kuća.
- Pokémon Emerald: Raticateovi postojani sjekutići postepeno rastu. Kako bi ih održavao, gloda kamenje i drvene materijale. U tim slučajevima neće prezati ni od betonskih zidova kuća.
- Pokémon FireRed: Njegova stražnja stopala imaju po tri prsta. Povezani su plivaćim kožicama, što mu omogućuje da pliva.
- Pokémon LeafGreen: Koristi se brkovima pri održavanju ravnoteže. Značajno će biti usporen ako se brkovi odrežu.
- Pokémon Diamond/Pearl: Troši svoje sjekutiće koji neprestano rastu glodajući tvrde materijale. Sposoban je glodanjem uništiti betonske zidove.

## U videoigrama
Raticate je prisutan u gotovo svim igrama do sada; jedini izuzeci ovog pravila su Pokémon Ruby, Sapphire i Emerald. 
U svim regijama, postoje evolucijski lanci Normalnih Pokémona od dva stupnja koje igrač susreće na samom početku igre. Raticate pripada evolucijskom lancu karakterističnom za Kanto regiju. Razvijeni je oblik Rattate, iz kojeg se razvija na 20. razini.

## Tehnike
| Prirodne tehnike                    | Prirodne tehnike | Prirodne tehnike |
| ----------------------------------- | ---------------- | ---------------- |
| Tehnika                             | Vrsta tehnike    | Razina           |
| Ples mačeva (Swords Dance)          | Normalni         |                  |
| Obaranje (Tackle)                   | Normalni         |                  |
| Zamah repom (Tail Whip)             | Normalni         |                  |
| Brzi napad (Quick Attack)           | Normalni         |                  |
| Fokusiranje energije (Focus Energy) | Normalni         |                  |
| Ugriz (Bite)                        | Mračni           |                  |
| Potjera (Pursuit)                   | Mračni           |                  |
| Hiper očnjak (Hyper Fang)           | Normalni         |                  |
| Pakosni udarac (Sucker Punch)       | Mračni           |                  |
| Strašno lice (Scary Face)           | Normalni         | 20               |
| Drobljenje (Crunch)                 | Mračni           | 24               |
| Jamstvo (Assurance)                 | Mračni           | 29               |
| Super očnjak (Super Fang)           | Normalni         | 34               |
| Dvostruka oštrica (Double-Edge)     | Normalni         | 39               |
| Nastojanje (Endeavor)               | Normalni         | 44               |

## Statistike
| HP:      | 55 |  |
| Attack:  | 81 |  |
| Defense: | 60 |  |
| Special: | 50 |  |
| SpAtk:   | 50 |  |
| SpDef:   | 70 |  |
| Speed:   | 97 |  |

Statistika Special korištena je samo tijekom prve generacije; kasnije je podijeljenja na Special Attack i Special Defense statistike.

## U animiranoj seriji
Na brodu S.S. Anne, Ash je razmjenio svog Butterfreeja za Raticatea tijekom epizode Battle Aboard the St. Anne, no ponovo ga je razmjenio natrag tijekom potonuća broda u epizodi Pokémon Shipwreck. 
Cassidy, članica Tima Raketa, posjeduje Raticatea koji povremeno nadopunjuje mote nje i Butcha kao što to Meowth čini u motu Jessie i Jamesa.